# Berenguer II d'Itàlia
Berenguer d'Ivrea, també conegut com a Berenguer II d'Itàlia, (vers 900-6 de juliol de 966) va ser el marcgravi d'Ivrea entre 928/930 i 941. El 945 va retornar a Itàlia, es va assegurar el poder i el desembre del 950 va usurpar el tron d'Itàlia. Era fill d'Adalbert I d'Ivrea i Gisela de Friül i net matern de Berenguer I d'Itàlia.

## Marquès d'Ivrea
La fortuna dels anscàrides, la família governant de la marca d'Ivrea, va créixer durant la primera meitat del segle x fins que gairebé tot el poder del Regne d'Itàlia es va concentrar en Berenguer. El seu matrimoni amb Willa d'Arle (912-970), filla de Bosó, comte de Arle i d'Avinyó i marcgravi de Toscana, va ser el detonant perquè el rei Hug d'Arles comencés a veure'l amb recel. Willa era neboda del mateix rei, per la qual cosa aquest tenia por que Berenguer estigués preparant la seva ascensió al tron en casar-se amb algú de la família reial. El 941 el rei el va intentar eliminar, però Berenguer va poder fugir a Alemanya, on va ser rebut pel rei d'Alemanya, OtóI, que no obstant això no va prendre partit clarament.

## Rei d'Itàlia
Berenguer va tornar en 945 amb un exèrcit mercenari que va obligar a Hug a retirar-se a Provença. Berenguer va ser ben acollit per les ciutats i barons del país com un llibertador. Tot el poder real del regne d'Itàlia es concentrava a les seves mans, i el poder del rei (Hug havia abdicat en el seu fill Lotari II d'Itàlia, encara infant, sota regència de la mare Adelaida) era només nominal. Hug va morir el 947 i Lotari el 22 de novembre de 950 (probablement enverinat per ordres de Berenguer) i Berenguer es va convertir en el rei d'Itàlia, sent coronat el 15 de desembre del 950.
Va associar al seu fill Adalbert al tron sent coronat igualment el 15 de desembre de 950. Va intentar legitimar el seu mandat a Llombardia forçant a la vídua de Lotari, Adelaida d'Itàlia, respectivament filla, nora i vídua dels últims tres reis d'Itàlia a casar-se amb el seu fill Adalbert. Ella, tancada a la torre del castell de Garda, va refusar. Adelaida va aconseguir escapar amb la seva filla Emma, però va ser capturada a Como el 20 d'abril de 951. Des de llavors l'esposa de Berenguer es va dedicar a maltractar a Adelaida per obligar-la a casar-se amb el seu fill Adalbert, però aquesta sempre es va negar. El 20 d'agost va aconseguir escapar a Reggio, i d'allí es va acollir a la protecció d'Adalbert Ató de Canossa. Adalbert va assetjar el castell de Canossa, però Adelaida va aconseguir enviar un emissari demanant ajuda a l'emperador Otó I.
Quan Lotari II va morir, un fill d'Otó I, Liudolf, duc de Suàbia, va envair Llombardia. Otó va rebre la sol·licitud d'ajuda d'Adelaida i va veure com caiguda del cel la presència de l'exèrcit del seu fill a Itàlia, així que es va posar al comandament d'aquestes tropes, aixafant les ambicions de Liudolf sobre Itàlia. La mobilització de les tropes de l'emperador va obligar a Berenguer II a retirar-se. Adelaida i Otó I es van reunir a Pavia i el 23 de setembre l'emperador es va fer coronar rei dels llombards. Seguidament, a l'octubre, es va casar amb Adelaida per enfortir la seva legitimitat al casar a la vídua de l'últim rei legítim. Davant aquesta maniobra Berenguer no va tenir més remei que retre homenatge a Otó, però amb la condició que el mantingués com a rei d'Itàlia. Otó va acceptar i va tornar amb la seva dona a Alemanya, on va fonamentar l'existència del Sacre Imperi derrotant l'amenaça hongaresa.
Berenguer II no veia amb bons ulls que hi hagués algun poder dins d'Itàlia que no acatés el seu mandat, i contínuament intentava interferir en els assumptes de l'Església i atacava els drets dels nobles. En 953 Liudolf, ressentit des dels successos de 951, es va rebel·lar contra el seu pare amb l'ajuda del seu cunyat Conrad el Roig, duc de Lotaríngia. Encara que Otó va poder aixafar la rebel·lió el 954, la revolta va donar ales a Berenguer II per assetjar molt més als terratinents i l'Església amb tota impunitat. Aquestos, descontents, van sol·licitar la intervenció de l'emperador, que el 957 va enviar el seu fill Liudolf, amb qui havia fet les paus, perquè acabés amb els abusos de Berenguer. Liudolf va realitzar una campanya brillant, en molt poc temps va conquistar o se li van unir moltes ciutats, i Berenguer va haver de doblegar-se després que Liudolf derrotés al gran exèrcit que Adalbert havia reunit a Verona. Però Liudolf va morir a Pombia, prop de Novara, d'unes estranyes febres el 6 de setembre d'aquest any, i Berenguer es va veure lliure una altra vegada per castigar a tot el que suposava un obstacle als seus desitjos.
Aquesta situació de tibantors contínues va seguir fins que va explotar en 960, quan Berenguer va trencar amb el seu vassallatge a l'emperador i va atacar el papa Joan XII. Otó I va tornar a entrar a Itàlia l'any següent en defensa del Papa. L'exèrcit de Berenguer es va negar a lluitar, i ell i el seu fill es van refugiar a la fortalesa de San Leo, prop de Montefeltro. Com a conseqüència del seu triomf, Otó va ser coronat emperador a Roma pel papa el 2 de febrer del 962. En la mateixa cerimònia Adelaida va ser coronada emperadriu, cosa molt poc comuna en la història del Sacre Imperi.
En entrar a Itàlia (961) Otó va decidir ratificar la divisió que s'havia fet de la marca d'Ivrea per restar poder a Berenguer, a favor de famílies afins als interessos d'Otó. Així reduïa encara més els feus de la família de Berenguer, els anscàrides.

## Captura de Berenguer
En el moment en què Otó el Gran va abandonar Roma, el Papa va trencar tots els acords a què havia arribat amb aquest i va buscar aliances amb els romans d'Orient, hongaresos i prínceps italians per oposar-se a Otó. Així que l'emperador va tornar al novembre de 963 i va deposar el papa en un concili a Sant Pere, al que el va acusar de vida dissoluta, incest, perjuri i homicidi, acusacions que han estat molt discutides per la crítica històrica. Aquest mateix any va acabar el setge de San Leo i Berenguer va ser portat a la ciutat alemanya de Bamberg com a presoner. La seva dona, que s'havia refugiat a la fortalesa del llac d'Orta, també va ser capturada i conduïda amb ell a Bamberg. Després de la mort de Berenguer, Willa es va traslladar a un monestir.

## Divisió de la Marca d'Ivrea
La marca Arduina va ser creada el 941, mentre que la part de Milà va ser lliurada a la Marca Obertenga o de Ligúria oriental el 961. La d'Ivrea va seguir existint en la seva part nord amb el nom, a vegades, de marca Anscàrica.
Berenguer i el seu fill Adalberto es van mantenir com a reis d'Itàlia el 951 convertint-se en vassalls d'Otó I. Una altra part d'aquelles negociacions va ser que van haver de reconèixer la segregació de la marca Arduínica que havia fet Hug d'Arles el 941 aprofitant l'absència de Berenguer, que estava fugit a Alemanya. A més Otó restava restava poder a Berenguer posant a la regió dues famílies germàniques afins als seus interessos, que governarien la marca Aleràmica i la marca Obertenga.
La Marca d'Ivrea quedava reduïda a la meitat nord, de la qual va ser separada la part del marquesat de Milà el 961 en la nova intervenció d'Otó a Itàlia.

## Descendència
El seu consort va ser Willa d'Arle, la filla de Bosó, comte de Arle i Avinyó i marcgravi de Toscana. Amb ella va tenir sis fills:
- Adalbert, que va ser co-rei d'Itàlia [950-963] amb el seu pare.
- Guiu, que va ser marquès d'Ivrea.
- Conrad, que va succeir a Guiu com marquès el 965
- Gisela, religiosa.
- Gerberga, que es va casar amb Aleram, marquès de Montferrat.
- Susanna d'Itàlia (Rozala d'Ivrea) que va ser consort de Flandes / de França.

I probablement amb Domitilla de Turris:
- Plat Platònic, senyor feudal de Borgo Val di Taro, Miles Aurati